# モルダヴァ・ナド・ボドヴォウ - メドゼフ線
モルダヴァ・ナド・ボドヴォウ - メドゼフ線（スロバキア語: Železničná trať Moldava nad Bodvou – Medzev）は、スロバキア国鉄の鉄道線の名称である。路線番号は168だが、現在は160号線の一部として案内されている。
1894年に開業した。近年は運行を休止していたが、2015年12月、モルダヴァ - モルダヴァ町間のみ運行を再開した。

## 歴史
ハンガリー王国の商工省は1893年8月26日にセプシ（現在モルダヴァ・ナド・ボドヴォウ） - メツェンゼーフ（現在メドゼフ）間の地方鉄道の建設および運営をカシャ・トルナ地方鉄道（ハンガリー語: Kassa-Tornai helyi érdekú vasut）に承認した。1894年7月1日、この路線はルチアバニャ（現在バニャルチア）方面の支線と共に開通された。
オーストリア＝ハンガリー帝国解体とチェコスロバキア建国の後に、この路線は新生のチェコスロバキア国営鉄道（Československé státní dráhy, ČSD）により運営された。1930年代にČSDは新型の気動車を導入して、運行は頻繁になり走行速度は上がった。
第一次ウィーン裁定により、ハンガリー人人口の多かったモルダヴァ - ポチュカイ間沿線地域は1938年11月にハンガリーに編入された。この路線は1945年まで再びハンガリー国鉄が運営して、ポチュカイ駅は国境駅であった。第二次世界大戦の終戦後、ČSDは再建されこの路線が属した地方鉄道は国鉄が引き受けた。
1993年1月1日付きにこの路線はチェコスロバキア分離によりスロバキア国鉄（Železnice Slovanekej republiky, ŽSR）に引き受けられた。2003年2月2日にŽSRは少ない需要のため旅客列車を廃止した。
2015年にモルダヴァ市街駅が新設されて、コシツェ - モルダヴァ間旅客列車系統は市街駅まで延長された。2021年7月にスロバキア鉄道はモルダヴァ - モルダヴァ市街駅間の電化・線路改良計画を公表した。2025年2月17日に電車線設置および線路改良工事は完了した。

## 運行形態
2時間に1本の運行で、全列車が160号線のコシツェまで直通する。2015年以前は運行を休止していた。モルダヴァ - モルダヴァ市街駅の運賃制は東部総合運輸システム（Integrovaný dopravný systém Východ, IDS Východ）により運営される。

## 駅一覧
以下では、スロバキア国鉄168号線の駅と営業キロ、停車列車、接続路線などを一覧表で示す。なお、全て各駅停車である。
| 路線名 | 駅名                             | 駅間営業キロ | 累計営業キロ | 接続路線 | 所在地     | 所在地         |
| ------ | -------------------------------- | ------------ | ------------ | -------- | ---------- | -------------- |
| 168    | モルダヴァ・ナド・ボドヴォウ駅   | -            | 0.0          | 160号線  | コシツェ県 | コシツェ郊外郡 |
| 168    | モルダヴァ・ナド・ボドヴォウ町駅 | 1.3          | 1.3          |          | コシツェ県 | コシツェ郊外郡 |
| 168    | デブラヂ駅                       | 4.2          | 5.5          |          | コシツェ県 | コシツェ郊外郡 |
| 168    | ヤソフ駅                         | 4.7          | 10.2         |          | コシツェ県 | コシツェ郊外郡 |
| 168    | ポチカイ駅                       | 2.6          | 12.8         |          | コシツェ県 | コシツェ郊外郡 |
| 168    | メドゼフ駅                       | 2.6          | 15.4         |          | コシツェ県 | コシツェ郊外郡 |